# ポップス描写曲「メイン・ストリートで」
ポップス描写曲『メイン・ストリートで』（ポップスびょうしゃきょく メイン・ストリートで）は、岩井直溥が作曲した1976年度全日本吹奏楽コンクール課題曲。

## 概略
作曲者岩井の代表的作品。ある街のメインストリート（大通り）の一日の様子を表した曲である。夜明け〜朝〜昼〜夜という場面展開がある。メインストリートの元となったのは、岩井が作曲当時住んでいた中野駅近くにあるブロードウェイ商店街だそうである。編成にはエレキベースやドラムセットが入っている。

## 曲の構成
序奏部は落ち着いたテンポでロマンティックな旋律が歌われる。次にドラムセット、エレキベースが加わり、ゆったり目のエイト・ビートで曲の中心となるテーマが演奏される。フェルマータの後、テンポはさらに上がり快速なエイト・ビートでシンコペーションを伴うベース群のリフが現れる。クラクションの音をブラス・セクションで表現するなど、描写音楽として喧騒的なメイン・ストリートの様子を表現しながらも主旋律は躍動的で親しみやすい。後半部分ではホルンによるテーマの変形がレガートで演奏され、フェルマータで一旦切られた後、ゆっくりなテンポでフルート独奏を伴う冒頭のテーマが回想され、華々しく曲を閉じる。